# Rafał Sołtan
Rafał Sołtan (ur. 21 października 1894 w majątku Pagiedoć na Kowieńszczyźnie, zm. wiosną 1940 w Katyniu) – major piechoty Wojska Polskiego, działacz niepodległościowy, kawaler Orderu Virtuti Militari.

## Życiorys
Syn Konstantego, właściciela ziemskiego, i Anny z Tędziegolskich urodzony 21 października 1894. Ukończył sześć klas w szkole handlowej w Kownie, a następnie w średniej szkole technicznej w Baku.
20 października 1914 wstąpił jako ochotnik do Legionu Puławskiego. 5 stycznia 1915 został mianowany chorążym. Walczył w bitwie pod Pakosławiem i Michałowem (19/20 maja 1915). 24 sierpnia 1915 pod Zelwą został ciężko ranny. Po powrocie ze szpitala został wcielony Brygady Strzelców Polskich, a później Dywizji Strzelców Polskich. Awansował na porucznika. Od sierpnia 1917 walczył w ramach I Korpusu Polskiego dowodząc kompanią kaemów. 
Od 1918 w Wojsku Polskim, skierowany na dowódcę kompanii ckm 26 pułku piechoty. W trakcie wojny polsko-bolszewickiej został ranny w 1920 pod Białą Cerkwią.
10 lipca 1922 został zatwierdzony na stanowisku pełniącego obowiązki dowódcy batalionu w 60 Pułku Piechoty Wielkopolskiej w Ostrowie Wielkopolskim. W 1923 awansował do stopnia majora. Od 1 lipca do 15 września 1925 był dowódcą batalionu ciężkich karabinów maszynowych typu „B”. W czerwcu 1927 został przeniesiony do Korpusu Ochrony Pogranicza na stanowisko dowódcy 19 batalionu granicznego w Słobódce. 18 grudnia 1931 został przeniesiony do 66 pułku piechoty w Chełmnie na stanowisko kwatermistrza. W listopadzie 1934 został przeniesiony do Szkoły Podchorążych Piechoty w Ostrowi Mazowieckiej na stanowisko kwatermistrza. W marcu 1939 pełnił służbę w Komendzie Rejonu Uzupełnień Jarocin na stanowisku komendanta rejonu uzupełnień.
W czasie kampanii wrześniowej 1939 dostał się do sowieckiej niewoli. Przebywał w obozie w Kozielsku. Wiosną 1940 został zamordowany przez funkcjonariuszy NKWD w Katyniu i tam pogrzebany. Od 28 lipca 2000 spoczywa na Polskim Cmentarzu Wojennym w Katyniu.
Rafał Sołtan był żonaty, miał córkę Bożennę (ur. 13 lutego 1926).
5 października 2007 minister obrony narodowej Aleksander Szczygło mianował go pośmiertnie na stopień kapitana. Awans został ogłoszony 9 listopada 2007, w Warszawie, w trakcie uroczystości „Katyń Pamiętamy – Uczcijmy Pamięć Bohaterów”.

## Ordery i odznaczenia
- Krzyż Srebrny Orderu Virtuti Militari nr 5315 (12 kwietnia 1922)[11][12][13]
- Krzyż Niepodległości (15 kwietnia 1932)[14][15][16]
- Krzyż Walecznych (czterokrotnie)[17][18]
- Złoty Krzyż Zasługi (26 lutego 1932)[19]
- Srebrny Krzyż Zasługi (15 grudnia 1925)[20][17]
- Medal Pamiątkowy za Wojnę 1918–1921[17]
- Medal Dziesięciolecia Odzyskanej Niepodległości[17]
- Odznaka za Rany i Kontuzje (z dwiema gwiazdkami)[21]
- Państwowa Odznaka Sportowa[22]
- Medal Zwycięstwa[17]